# Jakobsweg Göttweig–Melk
Der Jakobsweg Göttweig–Melk ist ein knapp 50 Kilometer langer beschilderter Abschnitt des Jakobswegenetzes auf dem Jakobsweg Österreich im Mostviertel in Niederösterreich.
Der zu Beginn der Bemühungen um eine Belebung von Jakobswegen in Österreich 2004 neu beschilderte und mit Texten des brasilianischen Autors Paulo Coelho ausgestattete Weg führt südlich der Donau durch den Dunkelsteinerwald und durch das niederösterreichische Landschaftsschutzgebiet Wachau, verbindet die beiden zum UNESCO-Weltkulturerbe zählenden Benediktinerabteien Stift Göttweig und Stift Melk und verläuft durch Gemeinden in den Bezirken Krems-Land und Melk.
Der Jakobsweg benützt großteils bestehende Wanderwege, u. a. den Nord-Süd-Weitwanderweg und Teile der Mariazeller Wege, den regionalen Dunkelsteinerwald Rundwanderweg (653) sowie ein kurzes Stück den Großen Tullnerfelder Rundwanderweg (675). Auf dem Jakobsweg findet man auch Markierungen des Welterbesteigs Wachau.
Der Jakobsweg Weinviertel überquert von Krems an der Donau kommend bei Mautern die Donau und mündet in den österreichischen Jakobsweg beziehungsweise den Jakobsweg Göttweig–Melk.

## Beschreibung
Der Jakobsweg verläuft von Stift Göttweig aus hangabwärts nach Aigen, überquert die Eisenbahnstrecke, folgt Hohlwegen über ein Plateau an Furth bei Göttweig vorbei und erreicht durch Weingärten Mautern an der Donau, wo er die Pilger vom Jakobsweg Weinviertel aufnimmt.
Ab Mauternbach bis zur Ferdinandswarte steigt der Weg steil an. Dort ist ein Teilstück der Römerstraße erhalten geblieben. Der Jakobsweg teilt sich ab Unterbergern in einen Weg über Maria Langegg oder über Oberbergern und führt danach wieder vereint durch den Dunkelsteinerwald. Unterwegs passiert man illyrisch-keltische Hügelgräber (Sieben Gräbern), den Schoberstein mit dem Herrnplatzl, den Kreuzberg mit gutem Rundblick und die Mondskulptur.
Von Maria Langegg führt der Jakobsweg auf dem ausgeschilderten Weitwanderweg 653 zur Burgruine Aggstein und danach hinunter in das Tal nach Aggsbach-Dorf mit Hammerschmiede und Kartause Aggsbach. Vom Wolfsteingraben geht es weiter nach Wolfstein, durch das Raintal nach Gerolding und über Hohenwarth nach Schönbühel an der Donau mit Schloss und Kloster Schönbühel aus dem 17. Jahrhundert. Das letzte Stück des Jakobswegs geht steil bergauf nach Hub (Gemeinde Schönbühel-Aggsbach) mit Aussicht auf Stift Melk. Vorbei an der Pielachmündung und der Steinwandleiten erreicht der Jakobsweg Stift Melk.

## Bilder

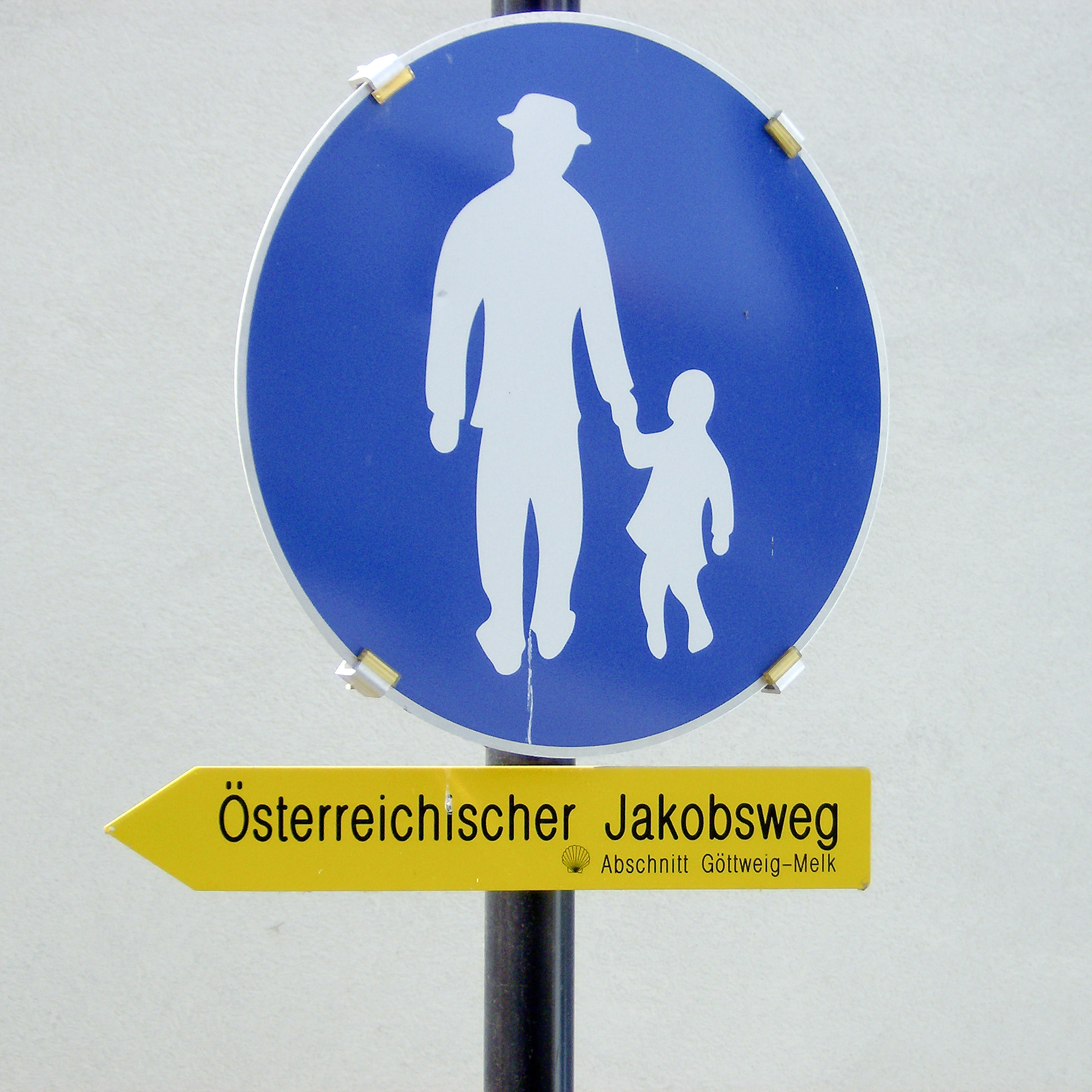
Wegweiser in Mautern an der Donau
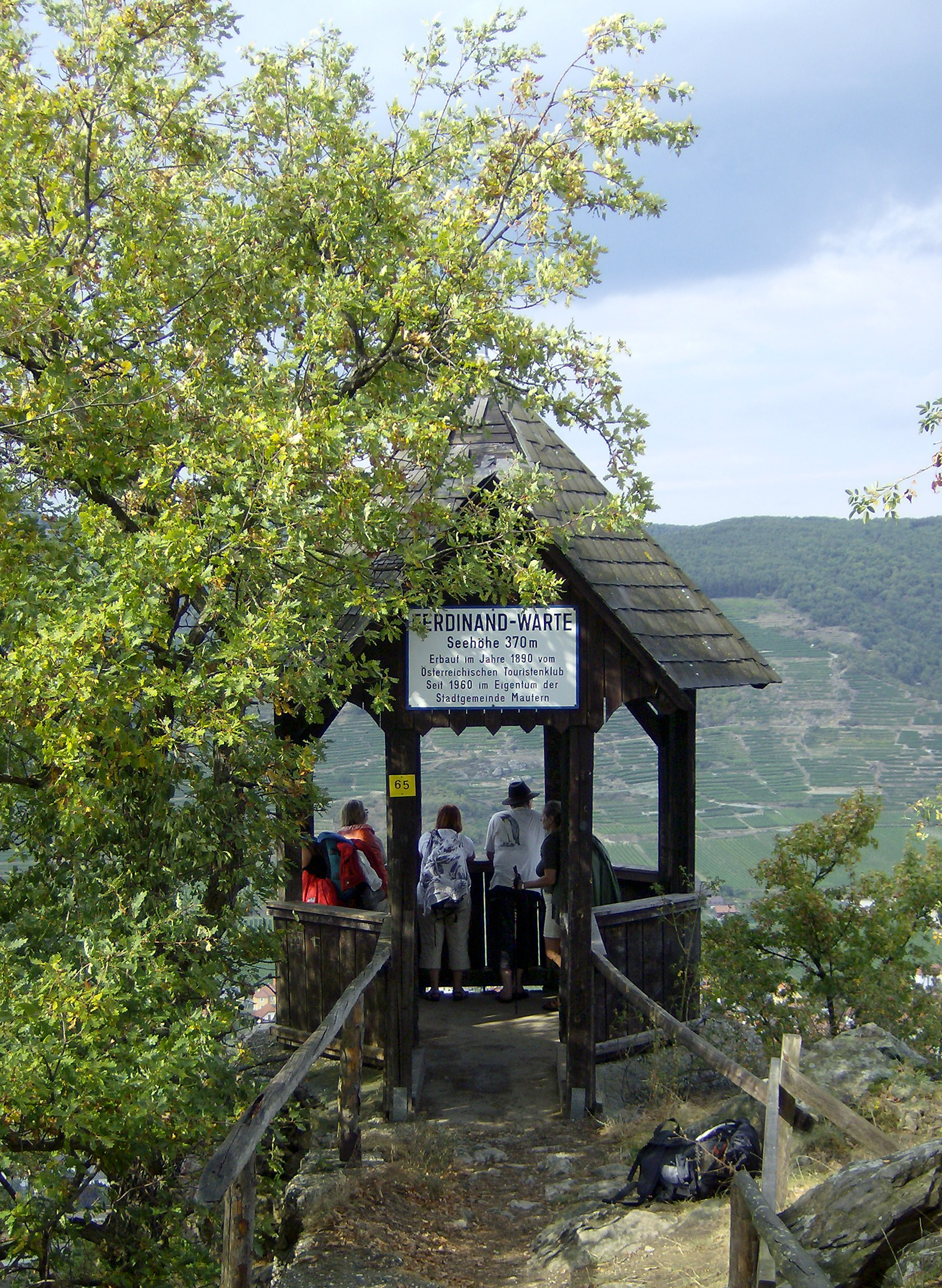
Ferdinandswarte in Bergern im Dunkelsteinerwald
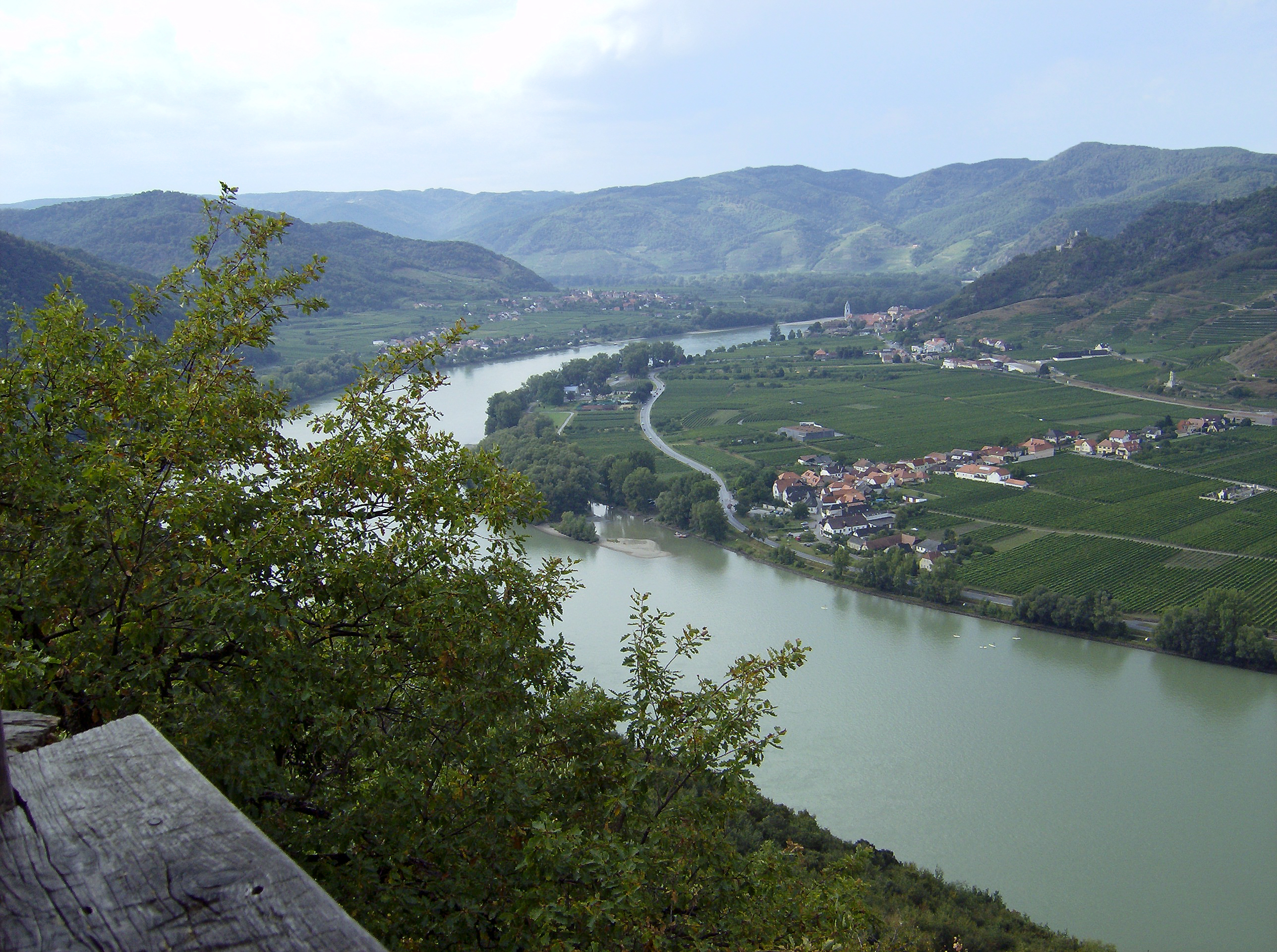
Blick von der Ferdinandswarte Richtung Oberloiben, Dürnstein und Rossatz